# Крутогорское сельское поселение
Крутого́рское се́льское поселе́ние — муниципальное образование в составе Павинского района Костромской области России.
Административный центр — посёлок Шайменский.
Законом Костромской области от 20 апреля 2019 года № 543-6-ЗКО присоединено к Павинскому сельскому поселению.

## История
Крутогорское сельское поселение образовано 30 декабря 2004 года в соответствии с Законом Костромской области № 237-ЗКО, установлены статус и границы муниципального образования.
В соответствии с Законом Костромской области от 20.04.2019 № 543-6-ЗКО «О преобразовании некоторых муниципальных образований в Павинском муниципальном районе Костромской области и внесении изменений в Закон Костромской области „Об установлении границ муниципальных образований в Костромской области и наделении их статусом“» Крутогорское сельское поселение Павинского муниципального района было присоединено к Павинскому сельскому поселению.

## Население
| 2008 | 2010 | 2012 | 2013 | 2014 | 2015 | 2016 | 2017 | 2018 | 2019 |
| ---- | ---- | ---- | ---- | ---- | ---- | ---- | ---- | ---- | ---- |
| 363  | ↘336 | ↘292 | ↘272 | ↘247 | ↘224 | ↘209 | ↘184 | ↘162 | ↘144 |

## Состав сельского поселения
| № | Населённый пункт | Тип населённого пункта          | Население |
| - | ---------------- | ------------------------------- | --------- |
| 1 | Егорово          | деревня                         | ↘10       |
| 2 | Лукина Гора      | деревня                         | →0        |
| 3 | Малая Дунилиха   | деревня                         | →0        |
| 4 | Новожиловцы      | деревня                         | →0        |
| 5 | Носыриха         | деревня                         | ↘0        |
| 6 | Шайменский       | посёлок, административный центр | ↗358      |